# Eremaphanta
Eremaphanta is een geslacht van vliesvleugelige insecten van de familie Melittidae.

## Soorten
- E. convolvuli Popov, 1940
- E. dispar (Morawitz, 1892)
- E. fasciata Popov, 1957
- E. iranica Schwammberger, 1971
- E. minuta Popov, 1957
- E. popovi Michez, 2006
- E. turcomanica Popov, 1957
- E. vitellina (Morawitz, 1876)
- E. zhelochovtsevi Popov, 1957